# Clarkichthys bilineatus
Clarkichthys bilineatus е вид лъчеперка от семейство Microdesmidae, единствен представител на род Clarkichthys.

## Разпространение
Видът е разпространен в Гватемала, Еквадор, Колумбия, Коста Рика, Мексико, Никарагуа, Панама, Салвадор и Хондурас.